# Monstranum's
Monstranum's est une pièce de théâtre tunisienne écrite par Leila Toubel en arabe tunisien et créée le 10 janvier 2013 au théâtre El Hamra de Tunis.

## Argument
Œuvre engagée, elle se situe dans un contexte post-révolutionnaire : la pièce raconte la révolution tunisienne et les années qui la suivent à travers des personnages personnifiés en monstres, dont la seule obsession est de ne pas perdre les privilèges passés. Autour de ces cinq personnages (Ennems, Ellaba, Dilizar, Guitanou et Hloppa) aux traits divers (manipulateurs, complotistes, trafiquants et opportunistes), l'histoire en filigrane alterne entre passé obscur et avenir incertain. Dans son texte, Toubel pose les questions de l'attachement au pouvoir et du pardon ou de la pendaison pour les membres déchus de l'ancien régime, cette dernière problématique n'obtenant pas de réponse dans la pièce, Toubel laissant au spectateur sa libre interprétation.

## Représentations
Outre les représentations en Tunisie, la pièce est jouée en France en avril 2013, au théâtre Jean-Vilar de Vitry-sur-Seine et au théâtre de Bligny à Briis-sous-Forges.

## Distribution
- Bahri Rahali[3]
- Rim Hamrouni[3]
- Bahram Aloui[3]
- Cyrine Gannoun[3]
- Oussama Kochkar[3]

## Équipe
- Mise en scène : Ezzedine Gannoun[4]
- Texte : Leila Toubel[4]
- Assistante à la mise en scène : Rayya Laajimi[4]
- Création vocale : Alya Sellami[4]
- Chorégraphie : Alaa Zrafi[4]
- Régie générale : Mourad Mabkhout[4]